# Alfonso Maria Giordano
Alfonso Maria Giordano (Montefredane, 23 marzo 1835 – Napoli, 10 febbraio 1908) è stato un arcivescovo cattolico italiano.

## Biografia
Alfonso Maria Giordano nacque a Montefredane, piccolo comune italiano in provincia di Avellino.
Terminati gli studi scolastici e l'anno di noviziato, emise la professione solenne per la Congregazione del Santissimo Redentore il 16 maggio 1852 all'età di diciassette anni. Conclusi gli studi finali, ricevette l'ordinazione presbiterale il 20 marzo 1858 nella Chiesa di Sant'Alfonso all'Esquilino dal vescovo Francesco Gallo, vescovo di Avellino.
Per la soppressione degli ordini religiosi, costretto a ritirarsi in famiglia, esercitò l'ufficio di economo curato nel suo paese di nascita dal 1873 al 1880.
Il 6 maggio 1881 venne nominato vescovo titolare di Domeziopoli da papa Leone XIII.
Ricevette la consacrazione episcopale nove giorni dopo nel Duomo di Santa Maria Assunta e di San Modestino di Avellino dal cardinale Edward Henry Howard, presidente della Fabbrica di San Pietro, co-consacranti il cardinale Herbert Alfred Vaughan, superiore generale della Società missionaria di San Giuseppe di Mill Hill e l'arcivescovo François-Albert Leuillieux, arcivescovo di Chambéry.
Il 20 giugno 1882 fu nominato vescovo coadiutore di Calvi e Teano con futura successione al cardinale Bartolomeo d'Avanzo, 5º vescovo di Calvi e Teano. Prese possesso della diocesi casertana una settimana dopo la scomparsa del cardinale D'Avanzo, che guidò quest'ultima sede dal 1860 al 1884.
Uno dei motivi per cui fu monsignor Giordano a essere il vescovo coadiutore del cardinale D'Avanzo fu anche per il fatto che lo stesso cardinale avellinese aveva donato il convento di Santa Reparata ai redentoristi. Fondamentalmente il vescovo Giordano mostrò tanta generosità per la diocesi casertana, soprattutto nel colera del 1884, che secondo la storia campana, caricò sulle spalle un malato trovato per via e lo condusse all'ospedale. Ciò fece percepire la sua grande umiltà da vescovo.
Dopo numerosissimi e terribili sacrifici, riuscì a riaprire i seminari di Teano e di Visciano; il suo successore Calogero Licata, 8º vescovo di Calvi e Teano, sacrificherà quest'ultimi due seminari, incluso quello di Calvi, per la realizzazione di un solo seminario interdiocesano con sede a Teano.
Successivamente rese funzionale, per un periodo estremamente esteso, il nuovo seminario "Ospizio" costruito dal vescovo Zurlo, per i soli mesi estivi nella borgata Zuni di Calvi Risorta. A causa di alcuni scandali del clero, chiese di essere esonerato e ciò accadde.
Il re Umberto I di Savoia lo nominò cavaliere della corona.
Il 16 dicembre 1907 venne nominato arcivescovo titolare di Proconneso da papa Pio X. Morì il 10 febbraio 1908 a Napoli.

## Genealogia episcopale
La genealogia episcopale è:
- Cardinale Scipione Rebiba
- Cardinale Giulio Antonio Santori
- Cardinale Girolamo Bernerio, O.P.
- Arcivescovo Galeazzo Sanvitale
- Cardinale Ludovico Ludovisi
- Cardinale Luigi Caetani
- Cardinale Ulderico Carpegna
- Cardinale Paluzzo Paluzzi Altieri degli Albertoni
- Papa Benedetto XIII
- Papa Benedetto XIV
- Papa Clemente XIII
- Cardinale Bernardino Giraud
- Cardinale Alessandro Mattei
- Cardinale Pietro Francesco Galleffi
- Cardinale Giacomo Filippo Fransoni
- Cardinale Carlo Sacconi
- Cardinale Edward Henry Howard
- Arcivescovo Alfonso Maria Giordano, C.SS.R.